# 8994 Кашкашьян
8994 Кашкашьян (8994 Kashkashian) — астероїд головного поясу, відкритий 6 листопада 1980 року.
Тіссеранів параметр щодо Юпітера — 3,277.